# Alexandre Kouznetsov (mécène)
Alexandre Grigoriévitch Kouznetsov (Александр Григорьевич Кузнецов), né le 11/23 décembre 1856 et mort le 22 juillet/3 août 1895 dans son manoir d'Ostachiovo (gouvernement de Moscou) est un mécène et entrepreneur russe, membre de la classe des marchands, propriétaire de la firme la plus importante de l'Empire russe dans le négoce et la production de thé « Successeur d'Alexeï Goubkine A. Kouznetsov & Cie ». Il est fait citoyen d'honneur de Koungour en 1885.

## Biographie

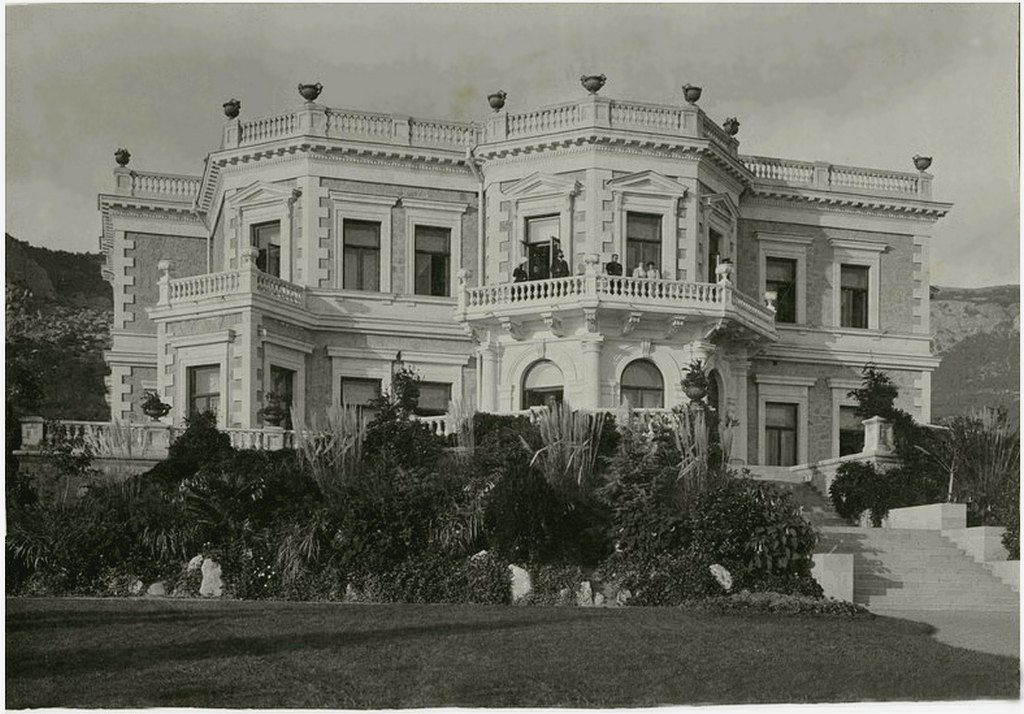
La Villa Kouznetsov de Foros.

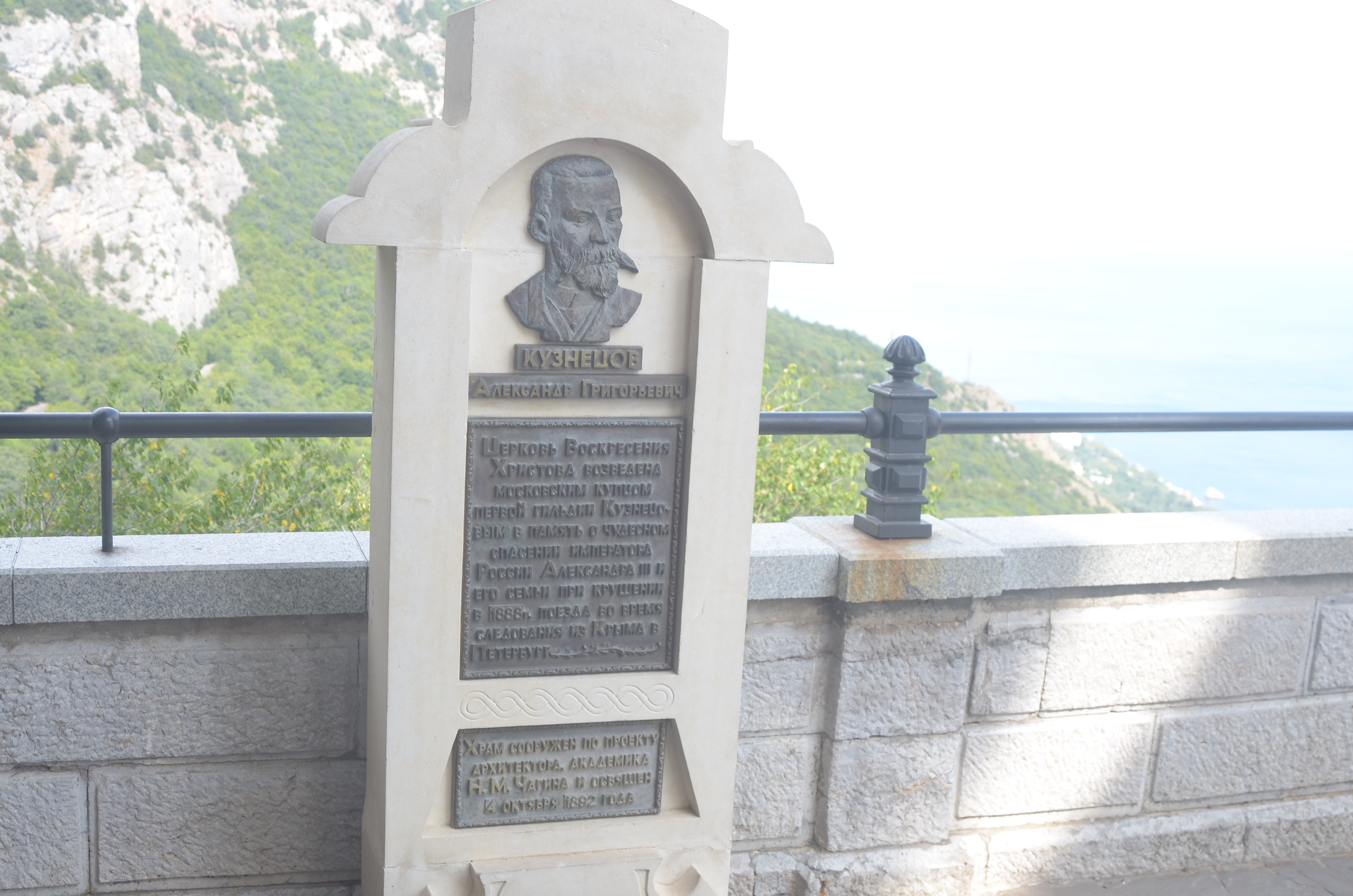
Plaque mémorielle sur la rembarde de la terrasse de l'église de la Résurrection (Foros), construite sur les fonds d'Alexandre Kouznetsov.

Il naît dans la famille d'un marchand de la première guilde de Koungour, Grigori Kirillovitch Kouznetsov. Il étudie à l'école de commerce de Saint-Pétersbourg, mais ne termine pas sa dernière année. De santé fragile, il passe une grande partie de l'année dans son domaine de Foros en Crimée et dans le Midi de la France à Nice.
Il hérite en 1883 de son grand-père maternel, Alexeï Goubkine, d'une immense fortune. Celui-ci était de la classe des marchands de Koungour et a fait don entre autres de l'immense fortune d'un million de roubles-or à l'école technique de Koungour et à la maison Élisabeth pour enfants pauvres (plus tard école Élisabeth d'artisanat) de Koungour. Alexandre Kouznetsov poursuit l'œuvre de son grand-père, versant chaque année des centaines de milliers de roubles pour le soutien de ces établissements et fait construire une maison dans le bois de pins pour les élèves de l'école d'artisanat, ainsi qu'une chapelle dédiée à saint Nicolas où est installé le tombeau de son grand-père.
Kouznetsov patronne aussi divers établissements en versant par exemple de fortes sommes au progymnasium de Yalta, à des écoles populaires et à des dispensaires et cliniques de plusieurs villages du gouvernement de Moscou. C'est aussi un important donateur de la paroisse orthodoxe de Varsovie, pour entretenir la cathédrale orthodoxe. Il publie à ses frais en 1892 Le Thé et le commerce du thé en Russie et autres États.

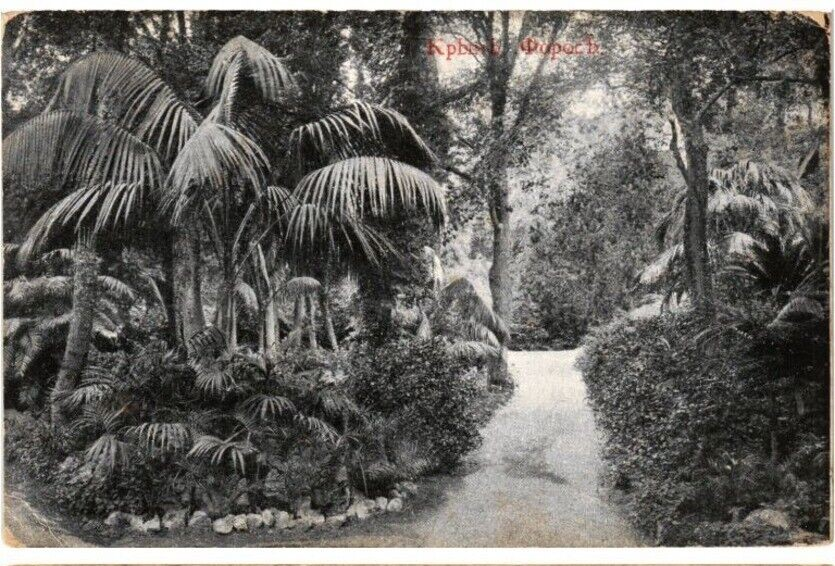
Parc de Foros.

Il finance aussi la station biologique de Sébastopol et la station zoologique de Villefranche-sur-Mer. Kouznetsov fait éditer aussi à ses frais des actes anciens de Viatka et Koungour, des œuvres d'Hérodote, de Thucydide, de Polybe (dans une traduction de Fiodor Michtchenko), de Tite-Live (traduit par Adrianov), les recherches du professeur Koulaguine, un album de photogravures de peintures de Vladimir Makovski. Il contribue également à la luxueuse publication en français des actes du Congrès international des naturalistes de Moscou en 1892.
Comme propriétaire de Foros, Kouznetsov transforme ce domaine en une station balnéaire comme on peut en rencontrer sur la Côte d'Azur. Il fait planter le parc de Foros, qui est aujourd'hui classé au niveau fédéral et en 1889 construit une imposante villa qui existe toujours. L'intérieur de cette demeure de style classique est décoré par Julius von Klever, Tchaguine, Makovski. Il fait construire aussi sur un promontoire montagneux l'église de la Résurrection par Nikolaï Tchaguine dans un style néobyzantin qui est une attraction majeure du sud de la Crimée.
Le yacht de Kouznetsov est l'un des plus grands et des plus beaux de son époque; il s'appelle Foros. Amarré à quai à Cannes en 1894, il accueille à bord le futur roi Édouard VII.
Il meurt dans son manoir d'Ostachiovo près de Moscou et il est enterré dans la chapelle familiale du cimetière du monastère Novo-Alexeïevski à Moscou.

## Distinctions
- Médaille d'or sur ruban de Saint-Stanislas
- Ordre de Saint-Stanislas de IIe et IIIe classe
- Citoyen d'honneur de la ville de Koungour (1885)[5]